# بيدرو باراجيس
أدولفو ملينديز (بالإسبانية: Pedro Parages)‏ أحد رؤساء ريال مدريد من 1916 إلى 1926. وكام مدرب منتخب إسبانيا في الألعاب الألمبية عام 1924.

## روابط خارجية
- بيدرو باراجيس على موقع قاعدة بيانات كرة القدم.إي يو (الإنجليزية)
- بيدرو باراجيس على موقع أوليمبيديا (الإنجليزية)